# Protium correae
Protium correae es una especie de planta con flor en la familia Burseraceae. Es endémica de Colombia, Costa Rica, Nicaragua y Panamá.

## Fuente
- Mitré, M. 1998.  Protium correae.   2006 IUCN Red List of Threatened Species.  bajado 23 de agosto de 2007